# トリドリ。
『トリドリ。』は、ともさかりえの3枚目のオリジナルアルバム。2009年6月24日にEMIミュージック・ジャパンより発売された。

## 概要
約9年ぶりに音楽活動を再開した女優ともさかりえの30歳を記念するメモリアルアルバム。2000年に発売されたシングル「少女ロボット」以来となる新作で、1999年にリリースされたベストアルバムのリイシューにアルバム未収録曲を収録したプレミアム盤「rie tomosaka best +3」と同時発売。また楽曲提供を受けた椎名林檎のアルバム「三文ゴシップ」と木村カエラのアルバム「HOCUS POCUS」も同日に発売された。
本作には旧友の椎名林檎と彼女が率いる東京事変のメンバーをはじめ、ミトと原田郁子（クラムボン）、木村カエラなど、多彩なアーティストが参加している。
初回生産分のみ「ぐるんぐるんジャケット」仕様。雑貨店・ITS'DEMOだけの限定販売パッケージがあり、同仕様がブログ「Rie Tomosaka 'Ura。' Blog」と同じデザインのスリーブケースに入っている。

## 収録曲
| #  | タイトル              | 作詞       | 作曲          | 編曲               | 時間 |
| -- | --------------------- | ---------- | ------------- | ------------------ | ---- |
| 1. | 「カーテンフォール」  | ミト       | ミト          | ミト               | 6:51 |
| 2. | 「都会のマナー」      | 椎名林檎   | 椎名林檎      | 東京事変           | 2:55 |
| 3. | 「目覚め」            | 浮雲       | 浮雲          | 浮雲               | 5:28 |
| 4. | 「タリンス」          | 伊澤一葉   | 伊澤一葉      | 伊澤一葉           | 3:48 |
| 5. | 「ずっと」            | ZOOCO      | K-Muto、ZOOCO | K-Muto             | 4:00 |
| 6. | 「GOOD DAY GOOD BYE」 | 原田郁子   | おおはた雄一  | おおはた雄一       | 4:13 |
| 7. | 「子供の情憬」        | 椎名林檎   | 椎名林檎      | 椎名林檎、伊澤一葉 | 3:12 |
| 8. | 「Mother goose」      | 木村カエラ | ミト          | ミト               | 5:20 |